# Anatis rathvoni
Anatis rathvoni – gatunek chrząszcza z rodziny biedronkowatych.

## Taksonomia
Gatunek ten opisany został po raz pierwszy w 1852 roku przez Johna Lawrence’a LeConte pod nazwą Myzia rathvoni. Jako miejsce typowe wskazano Sacramento w Kalifornii. Epitet gatunkowy nadano na cześć Simona Snydera Rathvona. Do rodzaju Anatis przeniósł go w 1873 roku George Robert Crotch.

## Morfologia
Chrząszcz o owalnym, wydłużonym, wypukłym ciele długości od 7,5 do 10,2 mm i szerokości od 6,5 do 9 mm. Przedplecze jest czarne z białawymi znakami, przy czym boczne jego krawędzie zawsze pozostają jasne. Tło pokryw może mieć barwę od żółtej po brązowoczerwoną. Na tym tle występują małe czarne plamki, które mogą być niewyraźnie jasno obwiedzione, a mogą również całkiem zanikać. Boczne brzegi pokryw są silnie rozpłaszczone i przed środkiem długości kątowo załamane. Przedpiersie jest pośrodku silnie wypukłe. Odnóża środkowej i tylnej pary mają po dwie ostrogi na goleni. Pazurki stóp mają duże zęby u nasady.

## Ekologia i występowanie
Owady te zasiedlają lasy i zadrzewienia. Bytują na drzewach (arborikole), zwłaszcza drzew iglastych. Często spotykane są na sosnach. Polują na owady o miękkim oskórku, w tym na mszyce (afidofagi), gąsienice motyli i larwy rośliniarek.
Gatunek nearktyczny, rozprzestrzeniony od Kolumbii Brytyjskiej i Alberty przez Waszyngton, Oregon i Idaho po Nevadę i Kalifornię.